# 潮明夫
潮 明夫（うしお あきお、1950年（昭和25年）3月28日 - ）は、日本の大蔵官僚。徳島県出身。オリックス銀行社長、人事院事務総局公平審査局長などを歴任した。

## 同期
- 旧大蔵省同期入省者には、津田広喜（日本取引所グループ取締役会議長、財務事務次官）、木村幸俊（国税庁長官）、渡辺博史（国際協力銀行総裁、財務官）、五味廣文（金融庁長官）、金井照久（沖縄振興開発金融公庫理事長、財務総合政策研究所長）、小瀧徹（国際交流基金理事）、村木利雄（佐賀銀行会長）、豊田潤多郎（衆議院議員）など。

## 略歴
- 1972年（昭和47年）
  - 3月 東京大学法学部卒業
  - 4月 大蔵省入省。証券局企業財務一課配属
  - 5月 証券局資本市場課
- 1973年（昭和48年）8月 仙台国税局調査査察部
- 1974年（昭和49年）8月 大臣官房調査企画課
- 1975年（昭和50年）7月 通商産業省機械情報産業局電子政策課
- 1977年（昭和52年）7月 武雄税務署長
- 1978年（昭和53年）7月 横須賀税務署長
- 1979年（昭和54年） 国際金融局総務課課長補佐（企画調整・渉外）[1]
- 1980年（昭和55年）7月 国際金融局付（外務研修）
- 1981年（昭和56年） 在イタリア日本国大使館（イタリア語版）二等書記官。翌年、一等書記官
- 1984年（昭和59年） 大蔵省理財局地方資金課課長補佐
- 1986年（昭和61年） 国税庁人事課課長補佐
- 1987年（昭和62年） 大蔵省大臣官房企画官兼国税庁人事課
- 1988年（昭和63年） 名古屋国税局直税部長
- 1989年（平成元年） 大蔵省大臣官房企画官兼文書課兼主税局総務課担当企画官
- 1990年（平成2年） 徳島県総務部長
- 1992年（平成4年）　大蔵省理財局地方資金課長（地方債などをコントロールするポスト）
- 1994年（平成6年）7月 国税庁長官官房企画課長
- 1995年（平成7年）5月 内閣官房内閣内政審議室内閣審議官
- 1997年（平成9年）7月 国税庁長官官房総務課長
- 1998年（平成10年）7月 広島国税局長
- 1999年（平成11年）7月 人事院事務総局任用局審議官
- 2001年（平成13年）1月 人事院事務総局人材局審議官
- 2002年（平成14年）
  - 1月 人事院公務員研修所長
  - 9月 人事院事務総局公平審査局長
- 2004年
  - 5月 辞職
  - 6月 電源開発株式会社取締役
- 2006年（平成18年）6月 電源開発株式会社常任監査役
- 2008年（平成20年）6月 オリックス信託銀行（現 オリックス銀行）取締役兼常務執行役員
- 2009年（平成21年）1月 同代表取締役社長
- 2015年（平成27年）6月 同代表取締役執行役員会長